# Anosia djampeana
Anosia djampeana är en fjärilsart som beskrevs av Van Eecke 1915. Anosia djampeana ingår i släktet Anosia och familjen praktfjärilar. Inga underarter finns listade i Catalogue of Life.